# Wendell, North Carolina
Wendell är en ort i Wake County i delstaten North Carolina, USA.